# Phryxe flavibarbis
Phryxe flavibarbis là một loài ruồi trong họ Tachinidae.